# Oryktognosi
Oryktognosi (av grekiska oryktos, uppgrävd, och gnosis, kunskap), är en ålderdomlig benämning på mineralogi; i inskränkt bemärkelse läran om de enkla mineralen samt dessas yttre och inre egenskaper och därpå grundade klassifikation.